# Massimo Cosmelli
Massimo Cosmelli, né le 6 août 1943, à Rosignano Marittimo, en Italie, est un ancien joueur italien de basket-ball. Il évolue durant sa carrière au poste de meneur.

## Palmarès
- 3e du championnat d'Europe 1971
- Vainqueur des Jeux méditerranéens de 1963
- Finaliste des Jeux méditerranéens de 1967